# Abbad ibn Muhàmmad al-Mútadid
Abu-Amr Abbad ibn Muhàmmad al-Mútadid (àrab: أبو عمر عباد بن محمد المعتضد, أبو عمر عباد بن محمد المعتضد), més conegut simplement pel seu nom o ism, Abbad, pel seu làqab, al-Mútadid, o pel seu nom i el seu primer nàssab, Abbad ibn Muhàmmad, fou emir de Sevilla, de la dinastia abbadita, successor del seu pare Abu-l-Qàssim Muhàmmad ibn Abbad quan aquest va morir el 1042.

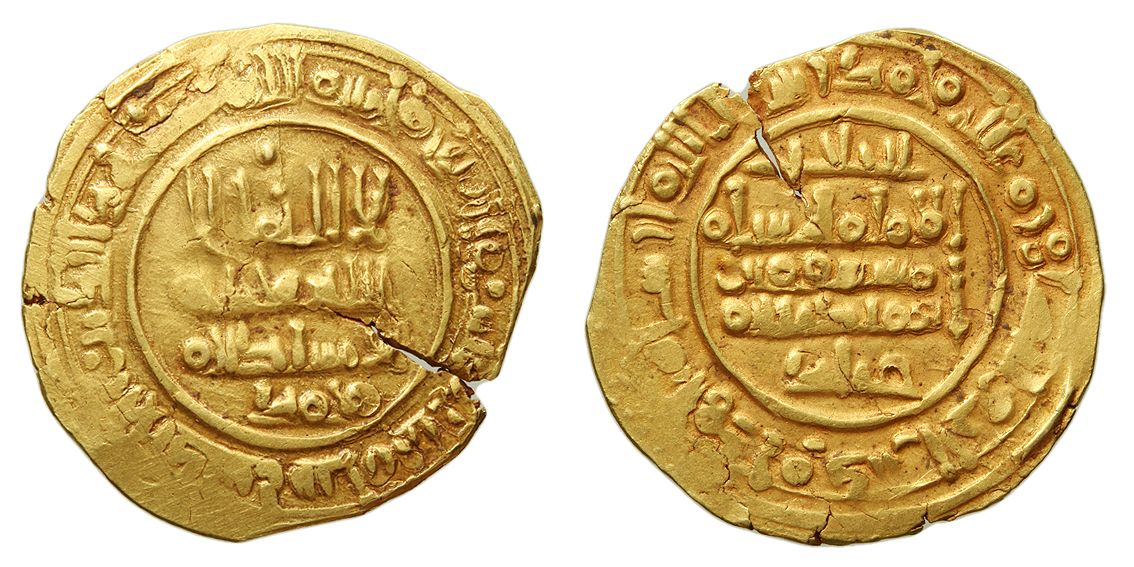
Dinar d'or encunyat per Abbad ibn Muhàmmad al-Mútadid en l'any 438 de l'Hègira (1045/1046 dC).

En pujar al poder va portar el títol d'hàjib i va rebre poc després el làqab honorífic d'al-Mútadid bi-L·lah. Campió dels àrabs peninsulars contra els amazics, en nom d'Hixam II, el teòric legítim sobirà, va conquerir o derrotar els petits regnes de la rodalia: l'imamat de Mértola (1044) conquerit a Ibn Tayfur, i Niebla, on va derrotar Muhammad ibn Yahya al-Yashubi (àrab, però aliat als amazics). Llavors els altres reietons van formar una aliança en la qual van participar Badajoz (el aftàsides eren els caps de la coalició), Algesires, Granada i Màlaga. El 1051 va derrotar Muhàmmad ibn Ayyub al-Bakrí, de Huelva i Saltès (que va annexionar), i els senyors de Silves, els Banu Muzayn, i va derrotar Muhàmmad ibn Saïd ibn Harun, annexionant el seu regne de Santa Maria d'Algarve. La mediació de Còrdova va portar a la pau amb Badajoz el 1051.
Va lluitar contra Abu-Bakr Muhàmmad al-Mudhàffar, emir de l'emir de Batalyaws, amb el qual va pactar la pau el 1051 amb la mediació de Abu-l-Walid Muhàmmad ibn Jàhwar ar-Raixid de la República de Qurtuba per evitar la pressió de Ferran I de Lleó,
Els regnes i els senyors locals amazics van fer submissió al rei sevillà i al fals califa, i van pagar tribut per evitar l'annexió. El 1053 el rei va cridar als petits senyors local, i llavors per sorpresa els va tancar en uns banys i els va matar per asfíxia; així foren annexionades l'Emirat de Niebla (1053) i després l'Emirat d'Àrkuix dels Banu Khizrun, Taifa de Morón dels Banu Dammar i Ronda dels Banu Ifran. Això va provocar la còlera del rei amazic zírida de Granada, Badis ibn Habús, però la guerra no li va impedir el 1055 de conquerir Algesires al príncep hammudita Al-Qàssim ibn Hammud.
Llavors va enviar la seva primera expedició per conquerir Còrdova, sota la direcció del seu fill Ismaïl; aquest al tenir un exèrcit sota el seu comandament, va aprofitar i es va rebel·lar a Algesires d'on era governador, buscant erigir-se un regne propi. Fou derrotat i executat personalment pel seu pare. Per aquest temps es va reconèixer oficialment la mort d'Hixam II i al-Mútadid va agafar el títol reial (1059).
També en aquest temps l'altre fill, Muhàmmad, fou enviat a Màlaga per ajudar els àrabs revoltats contra el domini de l'amazic de Granada, però fou derrotat per Badis; Muhàmmad se'n va anar a Ronda implorant el perdó del seu pare per la derrota.
Va morir el 1068/1069 i el va succeir el seu fill Muhàmmad ibn Abbad al-Mútamid.